# イブン・ズフル
アブー・マルワーン・アブド・ル・マーリク・イブン・アビ・ル・アラー・イブン・ズフル（أبو مروان عبد الملك بن أبي العلاء بن زهر "abu marwan 'abd al malik ibn 'abi al 'ala Ibn zuhr"; 1094-1162）はラテン語名アヴェンゾアル（Avenzoar）で知られたアラブ人の外科医師であり詩人であった。彼はアンダルシアのセビリアに生まれ、イブン・トゥファイル、イブン・ルシュドと同時代人であり、最も尊敬された医師であった。彼は医学において経験的なエビデンスに重点を置いていることで知られていた。彼の著作『治療と食事療法に関する簡便の書』（Al-Taysīrfil-Mudāwātwal-Tadbīr）はヘブライ語とラテン語に翻訳され、手術の進歩に影響を与えた。特に、医学のより合理的で経験的な根拠に重点を置いていることで知られていた。またいくつかの疾病とその治療法を特定することによって、外科や医薬の知識の改善させた。
イブン・ズフルはヤギを用いて、初めて気管切開の実験を行った。彼はまた胃石を薬品として最も早く記述したと考えられている。

## 経歴
イブン・ズフルは1094年セビリアで、アラブのイヤド族の一員であったバヌー・ズール家に生まれた。この一家は10世紀初頭から6世代に渡って医師を輩出した。イブン・ズフルは中世のムスリムの習慣と同様に、宗教と文学を学ぶことから始まった。彼は後に父親のアブル・アラー・ズフルから医学を学んだ。イブン・ズフルの言うところによれば、若年時に父はガレノスとヒッポクラテスの作品を教え、ヒッポクラテスの誓いを誓うように言った。
ムラービト朝の宮廷医としての経歴を始めたが、何らかの理由によって支配者アリー・ビン・ユースフ・ビン・ターシュフィーンの好意を失い、セビリアから逃れた。しかし、彼は逮捕され、1140年にマラケシュで投獄された。この経験は彼に深い恨みを残した。後に1147年、ムワッヒド朝がセビリアを征服したときに彼は戻り、医療に専念した。1162年セビリアにて没。
レオ・アフリカヌスによれば彼はイブン・ルシュドの講義を聞き、自然学を学んだ。彼はガレノスの崇拝者であり、占星術師の迷信的な治療法に強く反対した 。

## 作品
- 節度の書（Kitab al-Iqtisad）

これはムラービト朝の王子イブラヒーム・ユースフ・イブン・ターシュフィーンのために書かれた一般的治療法の論文であった。ここで、様々な病気、治療法、衛生の要約であり、化粧や身体の美しさに関するアドヴァイスが書かれている。また大きな鼻、唇、乱杭歯など後天的な特徴を整形する形成外科学手術を推奨した 。
- 食餌の書（Kitab al-aghdhiya）

その名が示す通り、健康的生活のための指針を含む食品と養生法に関する手引書である。イブン・ズフルは彼のムラービト朝の支配者アブドゥル・ムゥミンの監獄から釈放された直後にこれを欠いた。この書にはパン、肉、飲料、果物、菓子類など、様々な種類の料理や食品の分類がされている。イブン・ズフルが肉について語る時は、ガゼルやライオン、蛇などといった珍しい動物の肉についても言及し、味、有用性、消化性などに基づいて分類している。彼はまた一年各季節に応じた特定の食べ物を勧めている。たとえば、冬には消化が促されるために、食物の量を増やす必要があり、また気温が低く湿度が高いので、食物は暖かくし感想しているものがよいとする。
- 簡便の書（Kitab al-Taysir）

おそらくイブン・ズフルの死の前の最後の書であり、序論で述べられたように、この書はイブン・ルシュドの依頼で、医学全般を詳細に述べた彼の『医学大全』（Kulliyat fit-tibb）の便覧として機能するように執筆された。この二つの書はヘブライ語とラテン語に翻訳され、かつは一冊本として印刷されたために18世紀後半まで人気があった。
30章からなり、頭から始まり、病気の臨床的説明と診断を記載する。イブン・ズフルは食道がん、胃がん、縦隔がんやその他の病変を正確な説明を提供した。彼は胃がん患者が生存するために浣腸を施すことを提案した。彼はまた、中耳炎や心膜炎などの炎症について病理学的な説明を行った最初の人物である。

イブン・ズフルは疥癬ダニの証拠を最も早く記録した一人として知られており、微生物学の科学的発展に貢献した。この書にこのように記されている。
“手、足首、足の下に蠕虫のようなシラミがおり、それらのいる領域にヒリヒリする痛みを与える。そこの皮膚を取り除いてみると、様々な部分からほとんど見えないくらいの極めて小さい生き物が現れてくる。”
おそらく、イブン・ズフルの最大の医学の貢献は、動物実験を導入することによる実験方法の応用であろう。彼は、人間に効果があるかどうか知るために、その前に動物に処置を行ったことが知られている。最も注目に値するのは、当時論争の的であった気管切開の外科手術に対する彼の承認と推奨であった。この論争を整理するために、彼はヤギで行った次の医学的実験を説明した。
“それらの意見を読んだとき、気管切開を実践する以前に、ヤギの皮膚とその下の被膜を切開し、肺管を切除した。私はティルミサ（ルピナスの種）よりも小さい領域の肺管の物体を完全に切り取った。その後、私は癒えるまで水と蜂蜜で傷を洗い続け、傷は完全に回復してその後も長く生き続けた。”
イブン・ウサイビアはイブン・ズフルのこれらの書について記述している。
- 幸福について
- 解毒剤について
- 腎臓の疾患について
- ハンセン病と白斑について
- 訓戒

## 遺産
ユダヤ人思想家であり医師であったマイモニデスは、イブン・ズフルを称賛し「その時代で特異で、偉大なる賢者の一人」と表現し、頻繁に医学書で彼から引用している。イブン・ルシュドも、彼をガレノス以来の最高の医師だと称えた。イブン・ズフルの娘と孫娘も産科に特化した医師となった。